# Spiral (album de Hiromi)
Pour les articles homonymes, voir Spiral (homonymie).
Albums de Hiromi
Brain
(2004) Time Control
(2007)
Spiral  (2006) est un album de la pianiste japonaise de jazz Hiromi et de son trio qui comprend aussi Tony Grey et Martin Valihora.

## Liste des titres
1. Spiral (10:40)
2. Open Door - Tuning - Prologue (10:16)
3. Deja Vu (7:45)
4. Reverse (5:09)
5. Edge (5:19)
6. Old Castle, By the River, In the Middle of the Forest (8:20)
7. Love and Laughter (9:20)
8. Return of the Kung-Fu World Champion (9:39)
9. Big Chill (Bonus track) (7:30)

## Musiciens
- Hiromi Uehara - piano, claviers
- Tony Grey (en) - basse
- Martin Valihora (en) - batterie